# Stora Oxögat, Medelpad
Stora Oxögat är en sjö i Ånge kommun i Medelpad och ingår i Ljungans huvudavrinningsområde.